# Список Героев Советского Союза (Новосибирская область)
Список граждан Новосибирской области, удостоенных звания Герой Советского Союза.
- Представлены все лица, в том числе удостоенные звания несколько раз.
- Серым цветом выделены трижды Герои.
- Годы рождения указаны по новому стилю.

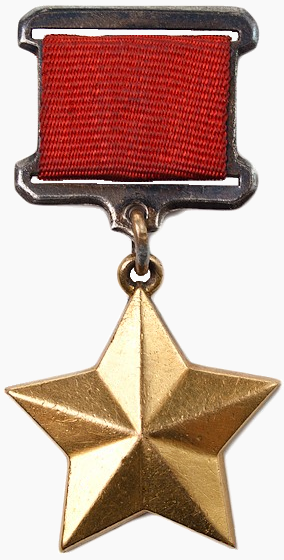
Медаль «Золотая Звезда» — вручалась Героям Советского Союза

| №   | Фамилия, Имя Отчество             | Годы жизни | Дата указа                                    | Предмет указа |
| --- | --------------------------------- | ---------- | --------------------------------------------- | --- |
| 1   | Авеков, Иван Авдеевич             | 1919—1943  | 24 августа 1943                               | Посмертно, за высокое летное боевое мастерство и 16 сбитых самолетов неприятеля. |
| 2   | Агафонов, Яков Григорьевич        | 1912—1944  | 9 февраля 1944                                | За мужество, проявленное в бою с фашистами у деревни Шевченковка в Украине. |
| 3   | Аксёнов, Александр Михайлович     | 1919—1944  | 22 февраля 1944                               | Посмертно, за исключительную отвагу, мужество и блестящие командирские качества, проявленные в боях на Днепропетровщине. |
| 4   | Андреев, Алексей Дмитриевич       | 1916—1949  | 15 января 1944                                | За мужество и героизм, проявленные при форсировании Днепра. |
| 5   | Анисичкин, Фёдор Иванович         | 1915—1998  | 22 февраля 1944                               | За подвиг в боях на Днепровском плацдарме. |
| 6   | Анцупов, Александр Яковлевич      | 1924—2019  | 17 ноября 1943                                | За подвиг, совершённый при форсировании Днепра. |
| 7   | Апарин, Максим Григорьевич        | 1919—1943  | 30 октября 1943                               | За мужество и героизм, проявленные при форсировании Днепра. |
| 8   | Аргунов, Николай Филиппович       | 1919—1944  | 23 февраля 1945                               | Посмертно, за мужество в воздушных боях на территории Литвы. |
| 9   | Атрохов, Семён Тихонович          | 1917—1995  | 24 марта 1945                                 | За мужество и героизм, проявленные в боях с немецко-фашистскими захватчиками. |
| 10  | Ахмедов, Михаил Владимирович      | 1925—1989  | 17 октября 1943                               | За мужество и героизм, проявленные в боях при форсировании Днепра. |
| 11  | Бабаев, Николай Архипович         | 1924—1984  | 27 июня 1945                                  | За успешные разведывательные действия в тылу врага. |
| 12  | Бабахин, Калистрат Иванович       | 1918—1987  | 24 марта 1945                                 | За мужество и отвагу, проявленные в боях при форсировании рек Неман и Березина. |
| 13  | Бабошин, Виктор Николаевич        | 1924—1979  | 15 января 1944                                | За подвиг, совершённый при форсировании Днепра. |
| 14  | Бажин, Пётр Яковлевич             | 1914—1978  | 29 октября 1943                               | За образцовое выполнение боевых заданий командования на фронте борьбы с немецко-фашистскими захватчиками и проявленные при этом мужество и героизм при форсировании реки Днепр. |
| 15  | Бакуров, Дмитрий Алексеевич       | 1922—2019  | 16 октября 1943                               | За мужество и отвагу, проявленные на фронтах в годы Великой Отечественной войны. |
| 16  | Барбашёв, Пётр Парфёнович         | 1918—1942  | 13 декабря 1942                               | Посмертно, за личные мужество и героизм в боях с фашистами на территории Северной Осетии. |
| 17  | Баринов, Иван Михайлович          | 1922—1944  | 24 марта 1945                                 | Посмертно, за подвиг в тяжелом бою с фашистами в районе города Татарбунары Одесской области. |
| 18  | Барков, Михаил Иванович           | 1916—1973  | 22 июля 1944                                  | За мужество и стойкость в боях при форсировании реки Западная Двина. |
| 19  | Батраков, Матвей Степанович       | 1900—1995  | 11 сентября 1941                              | За героизм и мужество, проявленные в Ельнинской операции. |
| 20  | Беликов, Василий Иванович         | 1921—1944  | 24 апреля 1944                                | За героизм, проявленный в боях при форсировании Днепра и освобождении правобережной Украины. |
| 21  | Белоус, Антон Иванович            | 1921—1986  | 15 мая 1945                                   | За мужество, героизм, боевое мастерство в воздушных боях с фашистами. |
| 22  | Бельский, Алексей Ильич           | 1914—1970  | 27 февраля 1945                               | За подвиг в бою Висло-Одерской операции на территории Польши. |
| 23  | Беляев, Владимир Прокофьевич      | 1911—1968  | 22 февраля 1944                               | За подвиг, совершённый при форсировании Днепра и в бою на правобережном плацдарме. |
| 24  | Беневоленский, Алексей Павлович   | 1924—1980  | 18 ноября 1944                                | За мужество и героизм в тяжелых боях на Карельском перешейке. |
| 25  | Бенеш, Николай Алексеевич         | 1923—1944  | 16 октября 1943                               | За личную храбрость и умелое командование подчиненными в бою при форсировании Днепра. |
| 26  | Бердышев, Василий Архипович       | 1908—1981  | 30 октября 1943                               | За подвиг, совершённый при форсировании Днепра. |
| 27  | Бизяев, Дмитрий Иванович          | 1919—1990  | 15 мая 1946                                   | За героизм и высокое боевое мастерство в воздушных боях. |
| 28  | Борискин, Анатолий Васильевич     | 1919—2000  | 22 февраля 1944                               | За бесстрашие, мужество и инициативу в тяжелых боях на правом берегу Днепра. |
| 29  | Борисов, Николай Денисович        | 1923—1988  | 29 июня 1945                                  | За героизм и отвагу в боях по освобождению Вены. |
| 30  | Бубнов, Николай Матвеевич         | 1904—1943  | 4 ноября 1943                                 | Посмертно, за личную храбрость и высокие командирские качества. |
| 31  | Бугаев, Александр Лаврентьевич    | 1909—1950  | 24 марта 1945                                 | За подвиг при форсировании реки Нарев в ходе Белорусской наступательной операции. |
| 32  | Булаев, Александр Дмитриевич      | 1910—1943  | 2 сентября 1943                               | За храбрость и личное высокое мастерство в воздушных боях с врагом. |
| 33  | Бурцев, Дмитрий Петрович          | 1923—1989  | 16 октября 1943                               | За мужество и стойкость, проявленные в боях на Курской дуге. |
| 34  | Буслов, Фёдор Васильевич          | 1921—1990  | 2 июня 1945                                   | За мужество и героизм, проявленные в боях Великой Отечественной войны. |
| 35  | Васев, Михаил Александрович       | 1919—1999  | 3 июня 1944                                   | За мужество и отвагу, проявленные в наступательных боях за город Витебск. |
| 36  | Васильев, Григорий Семёнович      | 1897—1943  | 28 апреля 1943                                | Посмертно, за мужество и героизм в боях с немецко-фашистскими захватчиками в боях под Воронежем. |
| 37  | Власов, Алексей Васильевич        | 1923—1967  | 15 января 1944                                | За мужество и отвагу в боях за освобождение Украины. |
| 38  | Власов, Андрей Яковлевич          | 1913—1982  | 31 мая 1945                                   | За личное мужество, высокое боевое мастерство и умелое командование подчиненными в боях за Берлин. |
| 39  | Волков, Андрей Алексеевич         | 1914—1981  | 24 марта 1945                                 | За образцовое выполнение задания командования при освобождении Белоруссии. |
| 40  | Волков, Иван Архипович            | 1914—1942  | 22 февраля 1943                               | Посмертно, за личное мужество и отвагу, блестящие командирские качества в боях за Ленинград. |
| 41  | Волков, Михаил Евдокимович        | 1913—1957  | 24 марта 1945                                 | За личное мужество и отвагу, умелое командование полком в боях по освобождению Литвы. |
| 42  | Воронков, Иван Яковлевич          | 1919—1943  | 20 декабря 1943                               | За подвиг, совершённый при форсировании Днепра. |
| 43  | Ворошилов, Геннадий Николаевич    | 1923—2014  | 27 февраля 1945                               | За героизм и мужество в боях Висло-Одерской операции. |
| 44  | Выглазов, Григорий Исаевич        | 1919—1943  | 22 февраля 1943                               | Посмертно, за личное мужество и отвагу в тяжелых боях на Керченском полуострове. |
| 45  | Габов, Евгений Григорьевич        | 1922—2001  | 24 марта 1945                                 | За героизм и личное мужество в боях с фашистскими захватчиками. |
| 46  | Гаврилов, Виктор Савельевич       | 1919—1980  | 23 февраля 1945                               | За героизм и высокое летное мастерство в боях под Гомелем. |
| 47  | Гаранин, Алексей Дмитриевич       | 1921—1943  | 31 декабря 1942                               | За мужество и отвагу, высокое летное мастерство в дальних бомбардировочных операциях. |
| 48  | Головашенко, Сергей Куприянович   | 1923—1943  | 5 января 1944                                 | Посмертно, за героизм, проявленный при форсировании Днепра. |
| 49  | Головкин, Василий Степанович      | 1921—1945  | 19 апреля 1945                                | Посмертно, за подвиг в боях с фашистами в Восточной Пруссии. |
| 50  | Горин, Николай Кузьмич            | 1925—2005  | 27 февраля 1945                               | За образцовое выполнение боевых заданий командования на фронте борьбы с германским фашизмом и проявленные при этом отвагу и геройство. |
| 51  | Горбатенко, Николай Захарович     | 1923—1981  | 24 марта 1945                                 | За героизм и мужество, проявленные в боях по освобождению Польши. |
| 52  | Гридасов, Григорий Макарович      | 1922—1995  | 15 мая 1946                                   | За мужество и отвагу, проявленные в тяжелых боях с фашистами при освобождении Чехословакии. |
| 53  | Гриценко, Ефим Дмитриевич         | 1908—1945  | 31 мая 1945                                   | Посмертно, за личное мужество, отличные командирские качества, проявленные в боях за взятие Берлина. |
| 54  | Гуленко, Илья Андреевич           | 1924—1986  | 24 марта 1945                                 | За мужество и отвагу, проявленные при освобождение Литвы. |
| 55  | Данилов, Леонид Парфёнович        | 1922—1965  | 25 октября 1943                               | За подвиг, совершённый при форсировании Днепра. |
| 56  | Данилов, Михаил Иванович          | 1911—1945  | 24 марта 1945                                 | За героизм и мужество в боях при освобождении Польши. |
| 57  | Даньщин, Сергей Петрович          | 1911—1943  | 25 марта 1943                                 | За личную отвагу, высокое боевое мастерство в дальней бомбардировочной авиации. |
| 58  | Дергач, Алексей Николаевич        | 1916—1983  | 4 февраля 1944                                | За мужество и героизм в воздушных боях при обороне Ленинграда. |
| 59  | Долидович, Фрол Савельевич        | 1925—1964  | 10 апреля 1945                                | За подвиги в боях Висло-Одерской операции. |
| 60  | Домбровский, Иван Александрович   | 1917—1974  | 18 августа 1945                               | За мужество и героизм, высокое летное мастерство в боях за освобождение столицы Югославии. |
| 61  | Донских, Иван Григорьевич         | 1917—1997  | 31 мая 1945                                   | За образцовое выполнение боевых заданий командования на фронте борьбы с немецко-фашистскими захватчиками и проявленные при этом мужество и героизм. |
| 62  | Дудин, Леонид Никитович           | 1916—1970  | 22 февраля 1944                               | За отличие в боях за плацдарм на правом берегу Днепра. |
| 63  | Дюжев, Михаил Константинович      | 1918—1973  | 27 февраля 1945                               | За мужество и героизм, проявленные при форсирование реки Висла. |
| 64  | Евстигнеев, Иван Степанович       | 1913—1986  | 15 января 1944                                | За командирские качества, личные мужество и отвагу, проявленные в боях при форсировании Днепра. |
| 65  | Ерёмин, Александр Семёнович       | 1908—1995  | 21 февраля 1945                               | За личные мужество и отвагу в боях при освобождении Польши. |
| 66  | Еромасов, Пётр Фёдорович          | 1911—1963  | 21 января 1943                                | За личное высокое летное мастерство и командирские качества. |
| 67  | Ершов, Алексей Иванович           | 1925—1944  | 17 октября 1943                               | За личные мужество и отвагу, проявленные в боях по освобождению Киева. |
| 68  | Ефимов, Леонид Николаевич         | 1901—1986  | 17 октября 1943                               | За подвиг, совершённый в бою при форсировании Днепра. |
| 69  | Желнов, Фёдор Георгиевич          | 1923—1980  | 10 января 1944                                | За образцовое выполнение боевых заданий командования на фронте борьбы с германским фашизмом и проявленные при этом отвагу и геройство. |
| 70  | Жихарев, Василий Дмитриевич       | 1908—1979  | 13 апреля 1944                                | За образцовое выполнение боевых заданий и проявленные при этом отвагу и геройство. |
| 71  | Жуков, Георгий Иванович           | 1913—1994  | 24 марта 1945                                 | За личные мужество и отвагу, высокие командирские качества при освобождении Польши. |
| 72  | Журавков, Михаил Владимирович     | 1920—1969  | 19 августа 1944                               | За мужество и отвагу в боях с фашистами, высокое летное мастерство. |
| 73  | Забобонов, Иван Семёнович         | 1912—1945  | 24 марта 1945                                 | За подвиг, совершённый в бою при форсировании Дуная. |
| 74  | Заслонов, Константин Сергеевич    | 1909—1942  | 7 марта 1943                                  | Посмертно, за образцовое выполнение боевых заданий командования в тылу врага и проявленные при этом отвагу и геройство. |
| 75  | Захаров, Иван Константинович      | 1919—1947  | 24 апреля 1944                                | За подвиг, совершённый в бою при форсировании реки Буг. |
| 76  | Зимин, Евгений Дмитриевич         | 1923—1975  | 22 июля 1944                                  | За мужество и героизм, проявленные при форсировании реки Западная Двина и удержании плацдарма на её западном берегу. |
| 77  | Зонов, Пантелей Петрович          | 1913—1998  | 15 января 1944                                | За личные мужество и отвагу при форсировании Днепра. |
| 78  | Иванишко, Фёдор Яковлевич         | 1910—1957  | 24 марта 1945                                 | За образцовое выполнение боевых заданий командования на фронте борьбы с германским фашизмом и проявленные при этом отвагу и геройство. |
| 79  | Иванов, Алексей Григорьевич       | 1921—1944  | 7 августа 1944                                | За личные мужество и отвагу в партизанских боях против фашистов на Украине. |
| 80  | Иванов, Василий Харламович        | 1919—1979  | 24 марта 1945                                 | За мужество и отвагу в боях при освобождении Румынии. |
| 81  | Иванов, Георгий Яковлевич         | 1925—1994  | 24 марта 1945                                 | За отвагу и стойкость в боях при освобождении Литвы. |
| 82  | Иванов, Константин Васильевич     | 1922—1987  | 23 февраля 1945                               | За личные мужество и отвагу, высокое летное мастерство. |
| 83  | Ивлев, Гаврил Михайлович          | 1908—1960  | 30 октября 1943                               | За личные мужество и отвагу, проявленные при форсировании Днепра. |
| 84  | Иноземцев, Аким Иванович          | 1914—1944  | 16 мая 1944                                   | За личные мужество и отвагу, высокие командирские качества. |
| 85  | Карпенко, Вилий Иванович          | 1924—1995  | 24 марта 1945                                 | За подвиг, совершённый при форсировании Березины. |
| 86  | Кириллов, Михаил Семёнович        | 1921—1945  | 24 марта 1945                                 | За подвиг, совершённый в бою при форсировании Днепра. |
| 87  | Клевцов, Василий Ильич            | 1909—1998  | 7 апреля 1940                                 | За отличия в боях с японскими захватчиками и белофиннами. |
| 88  | Клименко, Николай Иванович        | 1911—1944  | 24 марта 1945                                 | Посмертно, за личные мужество и отвагу, проявленные в боях при освобождении Белоруссии. |
| 89  | Климовский, Николай Афанасьевич   | 1910—2006  | 27 июня 1945                                  | За личный героизм, высокое командирское мастерство в боях на Одерском плацдарме. |
| 90  | Кобелев, Аркадий Васильевич       | 1915—1966  | 27 июня 1945                                  | За личные мужество и отвагу, проявленные в боях по освобождению Польши. |
| 91  | Коврижко, Илья Павлович           | 1923—1943  | 15 января 1944                                | Посмертно, за беспримерное мужество, проявленное в боях при форсировании Днепра и на правобережном плацдарме. |
| 92  | Кожемякин, Пётр Павлович          | 1917—1983  | 24 марта 1945                                 | За отличие в боях при освобождении Белоруссии. |
| 93  | Козин, Нестор Дмитриевич          | 1902—1992  | 29 мая 1945                                   | За личное мужество, блестящие командирские качества при штурме Берлина. |
| 94  | Козлов, Дмитрий Фёдорович         | 1914—1973  | 17 ноября 1939                                | За отличия в боях с японскими захватчиками. |
| 95  | Константинов, Лаврентий Сергеевич | 1910—1948  | 10 января 1944                                | За подвиг, совершённый в бою при форсировании Днепра. |
| 96  | Кончин, Александр Алексеевич      | 1918—1945  | 24 марта 1945                                 | За личные отвагу и мужество, проявленные в боях при освобождении Польши. |
| 97  | Костенко, Фёдор Дмитриевич        | 1919—1962  | 24 марта 1945                                 | За храбрость и мужество при форсировании Днепра. |
| 98  | Костин, Алексей Сергеевич         | 1911—1982  | 31 мая 1945                                   | За мужество и отвагу, проявленные в боях при штурме Берлина. |
| 99  | Котов, Георгий Карпович           | 1918—2004  | 27 февраля 1945                               | За личное мужество и высокие командирские способности. |
| 100 | Красиков, Александр Васильевич    | 1907—1943  | 15 января 1944                                | Посмертно, за отличие в боях при освобождении Украины. |
| 101 | Кривощёков, Алексей Александрович | 1907—1945  | 20 декабря 1943                               | За личные мужество и отвагу, проявленные при форсировании Днепра. |
| 102 | Крикун, Василий Гаврилович        | 1918—2007  | 1 ноября 1943                                 | За героизм и мужество в освобождении города Мелитополя. |
| 103 | Кузнецов, Александр Николаевич    | 1923—1943  | 26 октября 1943                               | За отличие в боях по освобождению левобережной Украины. |
| 104 | Кузнецов, Николай Павлович        | 1923—2003  | 10 января 1944                                | За мужество и отвагу при форсировании Днепра. |
| 105 | Кучерявый, Герасим Евсеевич       | 1903—1942  | 31 марта 1943                                 | Посмертно, за отличие в боях в предгорьях Кавказа. |
| 106 | Ландик, Иван Иванович             | 1919—1945  | 27 июня 1945                                  | Посмертно, за личную храбрость и высокое летное боевое мастерство. |
| 107 | Лапин, Иван Васильевич            | 1914—1979  | 23 октября 1943                               | За боевое мастерство и мужество, проявленные при форсировании Днепра. |
| 108 | Лахин, Григорий Родионович        | 1916—1943  | 29 марта 1945                                 | Посмертно, за личные мужество и отвагу в боях на Смоленщине. |
| 109 | Левин, Василий Андреевич          | 1924—1943  | 17 декабря 1943                               | Посмертно, за подвиг, совершённый в бою при форсировании Днепра. |
| 110 | Леонов, Виктор Петрович           | 1924—1945  | 22 февраля 1944                               | За личные мужество и отвагу в боях при освобождении правобережной Украины. |
| 111 | Леончиков, Николай Петрович       | 1925—2012  | 27 февраля 1945                               | За смелость и отвагу, проявленные при форсировании реки Пилица. |
| 112 | Литвинов, Василий Михайлович      | 1922—1974  | 24 марта 1945                                 | За отличие в боях по освобождению Белоруссии. |
| 113 | Лызин, Василий Петрович           | 1914—1999  | 31 мая 1945                                   | За личное мужество, высокие командирские качества в боях при штурме Берлина. |
| 114 | Лыков, Василий Михайлович         | 1923—1988  | 1 июля 1944                                   | За образцовое выполнение заданий командования и проявленные при этом мужество и героизм в воздушных боях. |
| 115 | Макаров, Георгий Васильевич       | 1913—1945  | 24 марта 1945                                 | За личную отвагу и высокое боевое мастерство. |
| 116 | Максименко, Александр Петрович    | 1923—1944  | 17 октября 1943                               | За личные смелость и отвагу, высокие командирские качества, проявленные в боях при освобождении Украины. |
| 117 | Марковский, Вениамин Яковлевич    | 1924—1943  | 15 января 1944                                | Посмертно, за подвиг, совершённый в боях при форсировании Днепра. |
| 118 | Марковцев, Степан Харитонович     | 1911—1982  | 29 июня 1945                                  | За личные героизм и отвагу, высокое летное мастерство и блестящие командирские качества. |
| 119 | Мартынов, Иван Степанович         | 1925—1943  | 17 октября 1943                               | Посмертно, за личные отвагу и смелость, проявленные в бою при форсировании Днепра. |
| 120 | Матвеев, Фёдор Иванович           | 1923—1976  | 24 марта 1945                                 | За подвиг, совершённый в бою за город Севастополь. |
| 121 | Матвиенко, Андрей Григорьевич     | 1925—1984  | 27 февраля 1945                               | За отличие в боях Висло-Одерской операции. |
| 122 | Матюнин, Михаил Григорьевич       | 1922—1964  | 13 сентября 1944                              | За личное мужество и отвагу в боях за город Умань. |
| 123 | Миронов, Алексей Николаевич       | 1919—1969  | 18 августа 1945                               | За личные смелость и отвагу, высокое летное мастерство в боях с фашистами. |
| 124 | Митченко, Никита Андреевич        | 1913—1941  | 21 июля 1942                                  | Посмертно, за мужество и отвагу, проявленные в бою у разъезда Дубосеково. |
| 125 | Михайлов, Терентий Михайлович     | 1908—1948  | 17 октября 1943                               | За мужество и героизм при форсировании реки Днепр. |
| 126 | Молозев, Виктор Фёдорович         | 1919—1991  | 29 июня 1945                                  | За личные смелость и отвагу, высокое летное мастерство в боях с фашистами. |
| 127 | Молочков, Григорий Аксентьевич    | 1923—1944  | 24 марта 1945                                 | Посмертно, за подвиги, совершенные в боях при освобождении города Севастополя. |
| 128 | Мордакин, Николай Иванович        | 1922—1985  | 27 февраля 1945                               | За личные мужество и героизм, проявленные в боях при форсировании Вислы. |
| 129 | Мушников, Владимир Александрович  | 1923—2014  | 22 февраля 1944                               | За отличие при форсировании Днепра. |
| 130 | Мурашкин, Михаил Фёдорович        | 1914—1977  | 24 марта 1945                                 | За героизм и мужество в боях при освобождении Литвы. |
| 131 | Мухамадиев, Хамза Мурсалиевич     | 1907—1997  | 27 августа 1943                               | За мужество и героизм, проявленные в Курско-Орловской битве. |
| 132 | Мычко, Иван Иванович              | 1925—1943  | 17 октября 1943                               | Посмертно, за мужество и отвагу в боях при форсировании Днепра. |
| 133 | Назаров, Илья Семёнович           | 1918—1944  | 13 сентября 1944                              | Посмертно, за отвагу и героизм в боях за румынский город Яссы. |
| 134 | Найдёнов, Григорий Артёмович      | 1915—2010  | 24 декабря 1943                               | За мужество и героизм при форсировании Днепра. |
| 135 | Некрасов, Иван Михайлович         | 1892—1964  | 11 сентября 1941                              | За личные отвагу и мужество, блестящие командирские качества, проявленные в боях Ельнинской операции. |
| 136 | Некрасов, Николай Васильевич      | 1915—1969  | 17 мая 1944                                   | За отличие в боях при форсировании Днепра. |
| 137 | Никитенко, Николай Михайлович     | 1922—1978  | 23 февраля 1943                               | За личную отвагу и высокое летное мастерство в воздушных боях. |
| 138 | Никитин, Александр Семёнович      | 1914—1945  | 15 мая 1946                                   | Посмертно. |
| 139 | Орехов, Иван Васильевич           | 1925—1943  | 22 февраля 1944                               | Посмертно, за личные мужество и отвагу в боях с фашистскими захватчиками. |
| 140 | Орлов, Яков Никифорович           | 1917—2009  | 23 февраля 1945                               | За мужество и отвагу в боях, высокое летное мастерство. |
| 141 | Одегов, Леонид Яковлевич          | 1922—1974  | 9 февраля 1944                                | За образцовое выполнение заданий командования и проявленные мужество и героизм при форсировании реки Днепр. |
| 142 | Осинный, Иван Иванович            | 1919—1979  | 24 марта 1945                                 | За мужество и отвагу, проявленные при форсировании Немана. |
| 143 | Осипов, Семён Дмитриевич          | 1919—1943  | 26 апреля 1944                                | Посмертно, за личные смелость и отвагу в бою при форсировании Днестра. |
| 144 | Панарин, Михаил Петрович          | 1918—1943  | 22 февраля 1944                               | Посмертно, за мужество и отвагу, проявленные в бою при форсировании Днепра. |
| 145 | Панасюк, Владимир Харитонович     | 1913—1945  | 6 апреля 1945                                 | Посмертно, за отличие в боях при форсировании Вислы. |
| 146 | Панкратов, Георгий Фёдорович      | 1923—1944  | 24 марта 1945                                 | Посмертно, за личные отвагу и мужество в боях по освобождению Венгрии. |
| 147 | Пахомов, Дмитрий Фёдорович        | 1920—1945  | 27 февраля 1945                               | За подвиг, совершённый в бою Висло-Одерской операции. |
| 148 | Перевозников, Андрей Тимофеевич   | 1911—1944  | 22 февраля 1944                               | За отличие в боях при форсировании Днепра. |
| 149 | Перминов, Ерофей Иосифович        | 1913—1971  | 10 января 1944                                | За мужество и отвагу в боях по освобождению Украины. |
| 150 | Писарев, Георгий Иванович         | 1919—1981  | 24 марта 1945                                 | За отличие в боях по освобождению Латвии. |
| 151 | Пичугин, Дмитрий Николаевич       | 1907—1947  | 24 марта 1945                                 | За личные мужество и отвагу, умелое командование подчиненными в боях при форсировании Днепра. |
| 152 | Платонов, Николай Евгеньевич      | 1922—2000  | 2 августа 1944                                | За личные мужество и отвагу, высокое летное мастерство. |
| 153 | Плахотный, Николай Михайлович     | 1922—1944  | 24 марта 1945                                 | Посмертно, за личные мужество и отвагу, несгибаемую волю в боях с фашистами. |
| 154 | Погорельцев, Александр Егорович   | 1917—1978  | 27 февраля 1945                               | За личные отвагу и мужество в боях Висло-Одерской операции. |
| 155 | Подгорбунский, Леонид Яковлевич   | 1921—1945  | 15 мая 1946                                   | посмертно за личные мужество и отвагу в боях за Берлин. |
| 156 | Подкопаев, Степан Иванович        | 1898—1979  | 13 ноября 1943                                | За личные стойкость и отвагу в боях при форсировании Днепра. |
| 157 | Подневич, Валентин Афанасьевич    | 1923—1943  | 17 мая 1944                                   | Посмертно, за мужество и героизм в боях при освобождении Украины. |
| 158 | Пожарский, Иван Алексеевич        | 1905—1938  | 25 октября 1938                               | За мужество и героизм в боях на озере Хасан. |
| 159 | Поздеев, Пётр Кириллович          | 1924—1998  | 23 октября 1943                               | За подвиг, совершённый при форсировании Днепра. |
| 160 | Покрышкин, Александр Иванович     | 1913—1985  | 24 мая 1943, 24 августа 1943, 19 августа 1944 | За 354 боевых вылетов, 54 воздушных боёв, 13 лично и 6 в группе сбитых самолётов противника; за 455 боевых вылетов и 30 лично сбитых самолетов противника; за образцовое выполнение боевых заданий командования и геройские подвиги на фронте борьбы с немецко-фашистскими захватчиками. |
| 161 | Полянский, Пётр Павлович          | 1924—1984  | 17 октября 1943                               | За мужество и отвагу в боях на правобережной Украине. |
| 162 | Пономаренко, Леонид Николаевич    | 1919—2014  | 21 июля 1944                                  | За образцовое выполнение боевых заданий командования на фронте борьбы с германским фашизмом и проявленные при этом отвагу и геройство. |
| 163 | Портянко, Андрей Антонович        | 1906—1945  | 19 апреля 1945                                | Посмертно, за исключительные мужество и стойкость в боях с фашистскими захватчиками. |
| 164 | Потапов, Дмитрий Капитонович      | 1911—1974  | 10 января 1944                                | За личную отвагу и высокое командирское мастерство в боях при форсировании Днепра. |
| 165 | Приходько, Геннадий Андреевич     | 1919—1979  | 15 января 1944                                | За личное мужество и умелое командование подчиненными в боях на плацдарме правого берега Днепра. |
| 166 | Пупков, Михаил Алексеевич         | 1922—2007  | 28 апреля 1945                                | За умелое командование батальоном, личные смелость и геройство в боях с захватчиками. |
| 167 | Рогачёв, Михаил Иосифович         | 1920—1943  | 1 ноября 1943                                 | Посмертно, за личные мужество и отвагу в боях с фашистами. |
| 168 | Романов, Александр Георгиевич     | 1912—1938  | 14 ноября 1938                                | Посмертно, за бесстрашие и мужество в боях по оказанию помощи республиканской Испании. |
| 169 | Санфирова, Ольга Александровна    | 1917—1944  | 23 февраля 1945                               | Посмертно, за личные отвагу и смелость, высокое боевое летное мастерство. |
| 170 | Селезнёв, Михаил Григорьевич      | 1915—1944  | 24 марта 1945                                 | Посмертно, за повторение подвига А. Матросова. |
| 171 | Сергиенко, Николай Егорович       | 1924—1945  | 13 сентября 1944                              | За личные мужество и отвагу в боях за город Корсунь-Шевченковский. |
| 172 | Серёдкин, Евгений Александрович   | 1922—1970  | 4 июля 1944                                   | За мужество и отвагу, высокое летное боевое мастерство. |
| 173 | Сигов, Дмитрий Иванович           | 1914—1942  | 13 декабря 1942                               | Посмертно, за героизм и бесстрашие в боях, высокое летное мастерство. |
| 174 | Сидельников, Василий Михайлович   | 1921—1943  | 29 марта 1944                                 | Посмертно, за мужество и отвагу, проявленные в боях при освобождении Белоруссии. |
| 175 | Скоков, Иван Андреевич            | 1923—1972  | 9 февраля 1944                                | За мужество и воинское мастерство в боях при форсировании Днепра. |
| 176 | Сметанин, Григорий Андреевич      | 1918—1987  | 23 февраля 1945                               | За смелость и отвагу, высокое летное мастерство в боях с захватчиками. |
| 177 | Соловьёв, Михаил Васильевич       | 1918—1945  | 15 мая 1946                                   | Посмертно, за подвиг, совершённый в боях за Берлин. |
| 178 | Сологуб, Николай Андреевич        | 1915—1992  | 26 сентября 1944                              | За мужество и отвагу в боях по освобождению Белоруссии. |
| 179 | Солодов, Афанасий Владимирович    | 1906—1979  | 24 марта 1945                                 | За личные смелость и отвагу, блестящие командирские качества. |
| 180 | Сорокин, Григорий Михайлович      | 1914—1945  | 31 мая 1945                                   | За мужество и стойкость в боях на Кюстринском плацдарме. |
| 181 | Спиряков, Иван Фёдорович          | 1915—1940  | 11 апреля 1940                                | Посмертно, за личные мужество и отвагу в боях с белофиннами. |
| 182 | Сотников, Николай Яковлевич       | 1926—2000  | 10 апреля 1945                                | За подвиг, совершённый в Висло-Одерской наступательной операции. |
| 183 | Старых, Алексей Алексеевич        | 1903—1945  | 10 января 1944                                | За подвиг, совершённый при форсировании Днепра. |
| 184 | Сударев, Аркадий Викторович       | 1924—1945  | 27 июня 1945                                  | Посмертно, за отвагу и героизм в боях за Берлин. |
| 185 | Суптель, Иван Игнатьевич          | 1919—1975  | 23 октября 1943                               | За смелость и мужество в боях при освобождении Киева. |
| 186 | Суханов, Михаил Андреевич         | 1921—2003  | 5 ноября 1944                                 | За образцовое выполнение боевых заданий командования по уничтожению живой силы и техники противника и проявленные при этом мужество и героизм. |
| 187 | Таран, Григорий Алексеевич        | 1912—1948  | 5 ноября 1944                                 | За смелость и мужество, летное мастерство. |
| 188 | Татаренко, Дмитрий Митрофанович   | 1921—1995  | 24 июня 1943                                  | За храбрость и высокое мастерство в воздушных боях. |
| 189 | Тимонов, Василий Николаевич       | 1919—1974  | 30 октября 1943                               | За личные мужество и отвагу в бою при форсировании Днепра. |
| 190 | Тихоненко, Иван Кондратьевич      | 1918—1945  | 19 апреля 1945                                | Посмертно, за подвиг, совершённый в бою за Кенигсберг. |
| 191 | Тищенко, Матвей Матвеевич         | 1906—1952  | 24 марта 1945                                 | За личные мужество и отвагу в боях с фашистскими захватчиками. |
| 192 | Токмин, Иван Климентьевич         | 1912—1943  | 1 ноября 1943                                 | Посмертно, за подвиг, совершённый в бою при форсировании Днепра. |
| 193 | Тутученко, Семён Павлович         | 1913—1994  | 7 августа 1944                                | За смелость и отвагу, высокое боевое мастерство и смекалку в партизанских боях. |
| 194 | Тюленев, Фёдор Васильевич         | 1918—1997  | 1 мая 1943                                    | За личные смелость и отвагу, высокое боевое летное мастерство. |
| 195 | Ульянов, Иван Федосеевич          | 1907—1968  | 10 апреля 1945                                | За образцовое выполнение боевых заданий командования на фронте борьбы с германским фашизмом и проявленные при этом отвагу и геройство. |
| 196 | Урюпин, Павел Степанович          | 1923—2000  | 24 марта 1945                                 | За отличие в боях на дунайском плацдарме. |
| 197 | Ус, Виктор Георгиевич             | 1920—1992  | 22 января 1944                                | За мужество и героизм в борьбе с немецко-фашистскими захватчиками |
| 198 | Устюжанин, Яков Маркович          | 1918—1942  | 21 июля 1942                                  | Посмертно, за личные отвагу и смелость в боях под Старой Руссой. |
| 199 | Ушаков, Александр Кириллович      | 1920—1992  | 24 мая 1944                                   | За отвагу и смелость, боевое мастерство в боях по освобождению Украины. |
| 200 | Федюков, Алексей Григорьевич      | 1925—1944  | 9 февраля 1944                                | За мужество и героизм, проявленные в боях при освобождении Украины. |
| 201 | Хальзев, Александр Иванович       | 1921—1968  | 19 августа 1944                               | За смелость и отвагу, мужество в воздушных боях с противником. |
| 202 | Харчистов, Виктор Владимирович    | 1918—1982  | 27 июня 1945                                  | За мужество и отвагу, высокое летное боевое мастерство. |
| 203 | Хорьков, Михаил Гаврилович        | 1919—1964  | 3 июня 1944                                   | За мужество и отвагу в боях при форсировании Днепра. |
| 204 | Хрусталёв, Павел Иванович         | 1922—1945  | 18 августа 1945                               | Посмертно, за беспримерное мужество и героизм, самопожертвование ради победы над врагом. |
| 205 | Цибизов, Иван Андреевич           | 1915—1943  | 17 ноября 1943                                | За подвиг, совершённый при форсировании Керченского пролива. |
| 206 | Цыцаркин, Александр Николаевич    | 1923—1945  | 31 мая 1945                                   | За подвиг, совершённый в Берлинской наступательной операции. |
| 207 | Часов, Дмитрий Иванович           | 1911—1981  | 27 февраля 1945                               | За отличие в боях на реке Висла и проявленные при этом мужество, отвагу и умелые действия. |
| 208 | Черёмухин, Александр Евгеньевич   | 1915—1987  | 19 апреля 1945                                | За мужество и отвагу в бою за Кенигсберг. |
| 209 | Черенков, Иван Максимович         | 1918—1943  | 16 октября 1943                               | Посмертно, за мужество и героизм в боях на подступах к Днепру. |
| 210 | Черкасов, Михаил Сергеевич        | 1918—1944  | 24 марта 1945                                 | Посмертно, за мужество и отвагу в боях в Восточных Карпатах. |
| 211 | Черненко, Василий Фёдорович       | 1924—1943  | 15 января 1944                                | Посмертно, за подвиг, совершённый в бою на Курской дуге. |
| 212 | Черничков, Николай Иванович       | 1913—1943  | 24 декабря 1943                               | За личные смелость и отвагу, высокие командирские качества в боях на днепровском плацдарме. |
| 213 | Черновский, Семён Александрович   | 1918—1983  | 29 июня 1945                                  | За образцовое выполнение боевых заданий командования на фронте борьбы с германским фашизмом и проявленные при этом отвагу и геройство. |
| 214 | Чернявский, Василий Ефимович      | 1922—1996  | 13 ноября 1943                                | За подвиг, совершённый в бою при форсировании Днепра. |
| 215 | Чесноков, Леонид Иванович         | 1920—1999  | 24 марта 1945                                 | За образцовое выполнение боевых заданий командования на фронте борьбы с германским фашизмом и проявленные при этом отвагу и геройство. |
| 216 | Чистяков, Александр Фёдорович     | 1916—1943  | 10 января 1944                                | Посмертно, за подвиг, совершённый в бою под городом Фастов. |
| 217 | Чумак, Владимир Семёнович         | 1926—1978  | 27 февраля 1945                               | За подвиг, совершённый при прорыве вражеской обороны на Сандомирском плацдарме в Польше. |
| 218 | Чумов, Афанасий Гаврилович        | 1901—1984  | 24 марта 1945                                 | За подвиг, совершённый в бою под Шяуляем. |
| 219 | Шакурин, Пётр Степанович          | 1918—1984  | 27 июня 1945                                  | За мужество и отвагу, высокое летное боевое мастерство. |
| 220 | Шариков, Николай Григорьевич      | 1922—1991  | 13 сентября 1944                              | За мужество и героизм в боях при форсировании Днестра. |
| 221 | Шахматов, Семён Семёнович         | 1915—1981  | 8 сентября 1945                               | За подвиг, совершённый в бою против японских милитаристов. |
| 222 | Шевелёв, Виктор Семёнович         | 1925—1943  | 15 января 1944                                | Посмертно, за подвиг, совершённый при форсировании Днепра. |
| 223 | Шепелев, Николай Гаврилович       | 1909—1958  | 17 октября 1943                               | За мужество и отвагу в боях при освобождении Киева. |
| 224 | Шередегин, Пётр Васильевич        | 1914—2002  | 26 октября 1943                               | За образцовое выполнение боевых заданий командования на фронте борьбы с немецко-фашистскими захватчиками и проявленные при этом мужество и героизм. |
| 225 | Шилов, Пётр Никифорович           | 1918—1944  | 24 марта 1945                                 | Посмертно, за мужество и отвагу в боях при освобождении Литвы. |
| 226 | Шишигин, Василий Михайлович       | 1917—1972  | 29 июня 1945                                  | За умелые действия и отвагу, проявленные в боях в Восточной Пруссии. |
| 227 | Шмонин, Дмитрий Андреевич         | 1925—1971  | 15 января 1944                                | За подвиг, совершённый в бою на Днепровском плацдарме. |
| 228 | Шубин, Алексей Петрович           | 1912—1986  | 19 апреля 1945                                | За мужество и отвагу в боях за Кенигсберг. |
| 229 | Шумихин, Василий Игнатьевич       | 1922—1952  | 13 ноября 1943                                | За подвиг, совершённый в бою при форсировании Днепра. |
| 230 | Щетинин, Василий Романович        | 1917—1945  | 15 мая 1946                                   | Посмертно, за мужество, отвагу и высокое боевое мастерство в боях с фашистами. |
| 231 | Щекотов, Григорий Феоктистович    | 1924—1981  | 22 февраля 1944                               | За образцовое выполнение боевых заданий командования на фронте борьбы с немецко-фашистскими захватчиками и проявленные при этом мужество и героизм. |
| 232 | Юдин, Владимир Георгиевич         | 1925—1943  | 23 февраля 1944                               | Посмертно, за подвиг, совершённый в бою при форсировании Днепра. |
| 233 | Юркин, Николай Иванович           | 1918—1981  | 28 сентября 1943                              | За мужество и отвагу, высокое летное мастерство в боях на Орловско-Курском направлении. |
| 234 | Юрченко, Николай Иванович         | 1918—1945  | 10 апреля 1945                                | посмертно за отвагу и смелость, умелое командование подчиненными в боях на территории Германии. |
| 235 | Юрченко, Пантелей Данилович       | 1911—1975  | 24 марта 1945                                 | За отличие в боях при форсировании Днепра. |
| 236 | Юрьев, Михаил Макарович           | 1918—1993  | 16 октября 1943                               | За образцовое выполнение боевых заданий командования на фронте борьбы с немецко-фашистскими захватчиками и проявленные при этом мужество и героизм. |
| 237 | Яковлев, Тимофей Алексеевич       | 1905—1974  | 24 марта 1945                                 | За исключительную стойкость в боях при форсировании реки Неман. |
| 238 | Яценко, Пётр Григорьевич          | 1925—1993  | 17 октября 1943                               | За личные мужество и отвагу в боях при форсировании Днепра. |
| 239 | Ященко, Николай Иванович          | 1919—2001  | 24 марта 1945                                 | За личные смелость и отвагу, блестящие командирские качества в боях на Дунае. |